# Stefan Regmunt
Stefan Regmunt (Krasnystaw, 20 giugno 1951) è un vescovo cattolico polacco, dal 23 novembre 2015 vescovo emerito di Zielona Góra-Gorzów.

## Biografia
Stefan Regmunt è nato a Krasnystaw il 20 giugno 1951.

### Formazione e ministero sacerdotale
Nel 1963 lui e i suoi genitori si sono trasferiti a Jedlina-Zdrój. Ha studiato presso la scuola secondaria n. 2 a Wałbrzych e presso la scuola statale di musica di I e II grado della stessa città. Nel 1969 ha superato l'esame di maturità scientifica.
Lo stesso anno ha iniziato gli studi di filosofia e teologia presso il seminario maggiore metropolitano di Breslavia. L'anno successivo è stato costretto a interrompere gli studi per completare il servizio militare di base presso l'unità per seminaristi di Bartoszyce. Dal 1972 è rientrato in seminario proseguendo gli studi anche presso la Pontificia Facoltà di Teologia di Breslavia dove nel 1976 ha conseguito la laurea magistrale in teologia con specializzazione in liturgia.
Il 29 maggio 1976 è stato ordinato presbitero per l'arcidiocesi di Breslavia nella cattedrale arcidiocesana da monsignor Henryk Roman Gulbinowicz. Dal 1981 al 1986 ha studiato psicologia presso la Facoltà di scienze sociali dell'Università Cattolica di Lublino. Lì ha conseguito la laurea magistrale e nel 1991 il dottorato in discipline umanistiche con specializzazione in psicologia con una dissertazione intitolata "Postawa religijna a psychospołeczne aspekty modelu kapłana. Badania empiryczne w populacji polskiej" (Atteggiamento religioso e aspetti psicosociali del modello sacerdotale. Ricerca empirica nella popolazione polacca).
Dal 1976 al 1979 è stato vicario parrocchiale della parrocchia di San Giorgio a Dzierżoniów. Dal 1977 al 1981 ha amministrato la chiesa locale della Beata Vergine Maria, Madre della Chiesa, inizialmente come vicario indipendente, e dal 1979 come rettore. È stato direttore diocesano delle Pontificie Opere Missionarie, delegato dell'arcivescovo per le missioni e sostituto direttore spirituale dei sacerdoti dell'arcidiocesi.
Dal 1986 al 1988 è stato prefetto e dal 1988 al 1992 vice-rettore del seminario di Breslavia. Presso la Pontificia Facoltà Teologica di Breslavia è stato assistente dal 1986 al 1991 e professore associato nel Dipartimento di psicologia ed educazione dal 1991. Ha anche tenuto conferenze sulla medicina pastorale. Essa è una scienza ausiliaria della teologia pratica. I suoi principi si basano sulla conoscenza medica e consiste in una raccolta di regolamenti e linee guida mediche che un sacerdote deve conoscere.
Il 30 aprile 1992 si è incardinato nella nuova diocesi di Legnica. Ha prestato servizio come parroco della parrocchia di Nostra Signora di Częstochowa a Legnica dal 1992 al 1993 e rettore del seminario maggiore dal 1993 al 1995. Ha insegnato psicologia presso lo stesso seminario, la Pontificia Facoltà di Teologia di Breslavia e il Collegio Teologico Diocesano di Legnica. Dal 1992 al 1994 è stato anche direttore dello Studio Catechistico di Legnica. Presso la curia diocesana è stato direttore del dipartimento di scienze cattoliche presso il dipartimento per la pastorale e membro del consiglio presbiterale e del collegio dei consultori. Nel 1993 è stato insignito del titolo di cappellano di Sua Santità. È stato anche nominato canonico del capitolo della cattedrale dei Santi Pietro e Paolo a Legnica.

### Ministero episcopale
Il 3 dicembre 1994 papa Giovanni Paolo II lo ha nominato vescovo ausiliare di Legnica e titolare di Castel Mediano. Ha ricevuto l'ordinazione episcopale il 6 gennaio successivo nella basilica di San Pietro in Vaticano dallo stesso pontefice, co-consacranti gli arcivescovi Giovanni Battista Re, sostituto per gli affari generali della Segreteria di Stato della Santa Sede, e Jorge María Mejía, segretario della Congregazione per i vescovi. Come motto ha scelto l'espressione "Servire in caritate". Lo stesso anno è stato nominato vicario generale. Si è occupato in particolare di evangelizzazione, insegnamento, della creazione delle strutture diocesane per l'Azione Cattolica, oltre che di pastorale giovanile, dei portatore di handicap e delle vocazioni.
Nel novembre del 2005 ha compiuto la visita ad limina.
Il 29 dicembre 2007 papa Benedetto XVI lo ha nominato vescovo di Zielona Góra-Gorzów. Ha preso possesso della diocesi il 19 gennaio successivo con una cerimonia nella cattedrale dell'Assunzione della Beata Vergine Maria a Gorzów Wielkopolski. Il 26 dello stesso mese ha preso possesso anche della concattedrale di Sant'Edvige a Zielona Góra.
Nel febbraio del 2014 ha compiuto una seconda visita ad limina.
Il 28 aprile 2015, a causa delle sue non buone condizioni di salute, ha rassegnato le dimissioni a papa Francesco  che il 5 maggio le ha accettate nunc pro tunc, chiedendogli cioè di continuare a reggere la diocesi fino alla nomina di un successore avvenuta in data 23 novembre 2015. Ha continuato a reggere la diocesi di Zielona Góra-Gorzów come amministratore apostolico fino alla presa di possesso del suo successore, il 5 gennaio 2016.
In seno alla Conferenza episcopale polacca è stato delegato per le vocazioni dal 1996 al 2005; membro del comitato di beneficenza dal 1997; cappellano nazionale dell'Opera vocazionale della Polonia dal 1996; presidente della sezione per i disabili nell'ambito di quest'ultima; membro del comitato di revisione  e membro del comitato di vigilanza della Caritas.
Nel 2002, insieme a Caritas Polonia, ha organizzato il pellegrinaggio nazionale delle persone con disabilità a Lourdes. Nel 2007 è diventato presidente della squadra per la salute.
Il 5 gennaio 2011 papa Benedetto XVI lo ha nominato anche membro del Pontificio consiglio della pastorale per gli operatori sanitari.
Nel 1998 gli è stato conferito il grado militare di capitano della riserva dell'Esercito polacco.
Il 25 giugno 2021, l'arcivescovo Wojciech Polak, delegato della Conferenza episcopale polacca per la protezione dell'infanzia e della gioventù, ha annunciato che, in relazione ai rapporti sulla presunta negligenza di monsignor Regmunt in merito agli abusi sessuali su minori compiuti da parte di due sacerdoti della diocesi di Zielona Góra-Gorzów, la Santa Sede aveva condotto delle indagini secondo le disposizioni del Codice di diritto canonico e del motu proprio Vos estis lux mundi. Ritenuto colpevole di negligenza, gli è stato vietato di partecipare a qualsiasi celebrazione e riunione pubblica nella diocesi di Zielona Góra-Gorzów e degli organi della Conferenza episcopale polacca e gli ha ordinato di contribuire finanziariamente alle spese della diocesi di Zielona Góra-Gorzów relative al contrasto della abusi sessuali su minori. In risposta alla decisione della Santa Sede, la diocesi di Zielona Góra-Gorzów ha emesso un comunicato in cui si scusava per i torti e le omissioni, informando allo stesso tempo che avrebbe seguito le raccomandazioni riguardanti il funzionamento della diocesi.
Nel 2020 ha ricevuto il distintivo d'onore "per i contributi alla tutela della salute".
Ha ricevuto la cittadinanza onoraria di Jedlina-Zdrój nel 2004  e di Zielona Góra nel 2016. Nel 2021 ha rinunciato a quest'ultima. Nel 2012 è stato insignito del distintivo onorario per meriti al voivodato di Lubusz.

## Genealogia episcopale
La genealogia episcopale è:
- Cardinale Scipione Rebiba
- Cardinale Giulio Antonio Santori
- Cardinale Girolamo Bernerio, O.P.
- Arcivescovo Galeazzo Sanvitale
- Cardinale Ludovico Ludovisi
- Cardinale Luigi Caetani
- Cardinale Ulderico Carpegna
- Cardinale Paluzzo Paluzzi Altieri degli Albertoni
- Papa Benedetto XIII
- Papa Benedetto XIV
- Papa Clemente XIII
- Cardinale Enrico Benedetto Stuart
- Papa Leone XII
- Cardinale Chiarissimo Falconieri Mellini
- Cardinale Camillo Di Pietro
- Cardinale Mieczysław Halka Ledóchowski
- Cardinale Jan Maurycy Paweł Puzyna de Kosielsko
- Arcivescovo Józef Bilczewski
- Arcivescovo Bolesław Twardowski
- Arcivescovo Eugeniusz Baziak
- Papa Giovanni Paolo II
- Vescovo Tadeusz Rakoczy